# Goniopteroloba carigodes
Goniopteroloba carigodes là một loài bướm đêm trong họ Geometridae.